# Anisodes cratoscia
Anisodes cratoscia là một loài bướm đêm trong họ Geometridae.